# マンサク科
マンサク科（満作科、まんさくか、Hamamelidaceae）は、双子葉植物の科である。クロンキスト分類体系ではマンサク目に分類されていたが、APG植物分類体系ではユキノシタ目に統合され、フウ属とその近縁の属はフウ科に分離された。世界の亜熱帯から暖帯にかけて、27属80-90種が分布しており、日本にもトサミズキ、マンサクなどの自生種があり、また、庭木として古くから栽培されている。低木または小高木で、葉は単葉で托葉があり、螺旋状に生じる。花は総状花序または穂状花序で、花弁は4枚または5枚だが、退化しているものもある。

## 主な属
- トサミズキ属 Corylopsis
  - コウヤミズキ
  - キリシマミズキ
- マルバノキ属 Disanthus
- イスノキ属 Distylium
- マンサク属 Hamamelis
- トキワマンサク属 Loropetalum
- シャクナゲモドキ属 Rhodoleia